# 卡達國家男子籃球隊
卡塔尔國家男子籃球隊是代表卡塔尔參加比賽的國家籃球隊。

## 世界籃球錦標賽參賽記錄
- 2006年世界籃球錦標賽：第24名

## 主要球员
- 贾维斯·海耶斯

1. ↑  . FIBA. 2025年2月25日  [2025年2月25日].